# Pia Kästner
Pia Kästner (* 29. Juni 1998 in Eisenhüttenstadt) ist eine deutsche Volleyballspielerin auf der Position der Zuspielerin.

## Karriere
Pia Kästner spielte in ihrer Jugend beim VSB offensiv Eisenhüttenstadt und später beim SC Potsdam. Von 2013 bis 2017 spielte sie mit dem Juniorinnen-Team vom VC Olympia Berlin in zweiter und erster Bundesliga sowie in der Juniorinnen-Nationalmannschaft, mit der sie 2015 bei der U18-Weltmeisterschaft in Peru Platz sechs und 2016 bei der U19-Europameisterschaft in Ungarn Platz fünf erreichte. 2017 wechselte die Zuspielerin zum deutschen Vizemeister und Pokalsieger Allianz MTV Stuttgart. Hier stand sie 2018, 2019 und 2021 in den Endspielen der Bundesliga-PlayOffs und gewann dabei 2019 den deutschen Meistertitel. Zur Saison 2021/22 wechselte Kästner zum französischen Meister ASPTT Mulhouse. Zur Saison 2022/23 wurde sie vom SSC Palmberg Schwerin verpflichtet. 2023 gewann sie den DVV-Pokal und wurde zu Deutschlands Volleyballerin des Jahres gewählt. 2024 wurde sie mit Schwerin deutsche Vizemeisterin. Anschließend wurde sie vom italienischen Verein Megabox Vallefoglia verpflichtet, kehrte allerdings wegen einer Verletzung zu Allianz MTV Stuttgart zurück. Im Dezember wurde Kästner erneut als Volleyballerin des Jahres ausgezeichnet.
Kästner ist auch in der Nationalmannschaft als Zuspielerin aktiv und wurde bisher 123-mal in der A-Nationalmannschaft eingesetzt.